# 코코 리
코코 리(영어: Coco Lee, 중국어: 李玟, 병음: Lǐ Wén, 리원, 이민, 1975년 1월 17일~2023년 7월 5일)는 미국출신의 중화인민공화국 중화민국, 말레이시아 등에서 활동한 가수이다.
한때 아시아의 진주라고 불리기도 하였다. 구혼대작전 9회에 출연했다. 홍콩에서 태어나서 어릴때 미국으로 이민을 갔다.
1975년 1월 17일 홍콩 출생으로, 미국으로 건너가 샌프란시스코에서 중학교와 고등학교를 다녔다. 1991년 미스 틴 차이나타운에 뽑혔다.
1993년 홍콩의 TV 방송사 TVB가 주최한 노래 대회에서 준우승하였고, 이후 1994년 대만 음반사와 계약하해 데뷔 음반을 내놓았다. 1999년에는 첫 영어 정규 앨범 《Just No Other Way》(저스트 노 아더 웨이)를 발매하였다. 코코 리는 1998년 개봉한 만화 영화 《뮬란》 중국어판 뮬란 역 성우를 맡았기도 하였으며, 《와호장룡》의 주제가 〈A Love Before Time〉(어 러브 비포어 타임)을 불렀다.
2023년 7월 5일 홍콩에서 숨졌다.

## 디스코그래피
1994년
- Love from now on
- Promise me

1995년
- Brave enough to love
- Woman in love

1996년
- 李玟 COCO 同名専輯
- Coco's Party

1997년
- 毎一次想你
- Coco's Party 數位影像黄金版
- 往日情 數位影像黄金版
- 勇敢去愛 粤語専輯

1998년
- DI-DA-DI 暗示
- Sunny Day（好心情）
- 碰碰看愛情
- 大家都愛 李玟 COCO萬人迷演唱會精彩實録

1999년
- 我聴你説
- 今天到永遠
- 被愛的女人
- CoCo 歴年精選輯
- Just No Other Way

2000년
- COCO 李玟 第一張全紀録精選輯
- 真情人 YOU&ME
- CoCo Lee 5CD In One
- 臥虎蔵龍 Sound Track

2001년
- Promise
- 李玟 - 精選輯

2002년
- D.IS.COCO（新曲＋精選）

2005년
- Exposed

2006년
- 要定你（Just Want You）

2008년
- 1994-2008 豪華典藏（新曲＋精選）

2009년
- CoCo的東西 East To West

2013년
- 盛開 Bloom

## 같이 보기
- 샤오야쉬안
- 저우제룬
- 진싱
- 양자경
- 왕리훙